# ディストピア パンドラの少女
『ディストピア パンドラの少女』（ディストピア パンドラのしょうじょ、The Girl with All the Gifts）は、2016年にイギリスで公開されたホラー映画である。監督はコーム・マッカーシー、主演はジェマ・アータートンが務めた。本作はマイク・ケアリーが2014年に上梓した小説『パンドラの少女』（日本では茂木健によって訳され、2016年4月28日に東京創元社から刊行された。ISBN 978-4-488-01054-6）を原作としている。

## ストーリー
未知の細菌によって文明が荒廃した近未来。感染者は自由意志を喪失し、人肉を食べるゾンビ（ハングリーズ）と化してしまう。ハングリーズに噛まれた人間もハングリーズと化す。人類に残された唯一の希望はハングリーに噛まれた妊婦から生まれたハイブリッドである。彼らは人肉を好むものの、思考能力と学習能力は保持する。彼らは軍事基地にある学校で拘禁されて教育を受ける。教師のヘレンだけは彼らを血の通った人間として接し、特に高いIQを有するメラニーにパンドラの箱の物語を読み聞かせる。ある日、ヘレンはメラニーに触れてしまう。その様子を見た軍人のパークスがヘレンを厳しく叱責し、唾を自分の腕に擦り付けクリームをぬぐうと、臭いを嗅いだ子供たちは野獣のように猛り狂う。パークスが再びクリームを腕に擦り付けると子供たちは落ち着く。
コールドウェル博士がメラニーに「1から20の数字から1つ好きな数字を選んでちょうだい」と言い、メラニーが13を選ぶと、13号室に収容されていた子供が姿をくらます。数日後、博士がまた数字を選ぶように言うとメラニーは自分の部屋番号の4を選ぶ。メラニーは、ワクチン開発のためハイブリッドの脳と脊髄が保存される実験室に連れてこられて解剖されそうになる。ヘレンが駆け込んできてメラニーを救おうとした時、軍事基地の防護壁がハングリーズに突破されてしまう。メラニーは実験室を脱出し、2人の兵士がヘレンを拘束しているのを見て噛みつき、ヘレンを救出する。ヘレンとメラニーはパークス、コールドウェル博士、ギャラガー、ディロンの4人が乗った装甲車に遭遇し乗り込む。
一行はハングリーズに席捲された基地を脱出し、拘束具をつけられたメラニーは貴重な実験材料として連行される。装甲車がハングリーズに囲まれてディロンは噛まれ、パークスに射殺される。装甲車は故障し、一行は歩いてロンドンに入る。ゲルを体に塗って臭いを消し、動かないハングリーズの間を通って病院を見つけ隠れ家にする。翌朝、病院はハングリーズに包囲されている。メラニーは病院を出て猫を食べ、犬でハングリーズを誘い出して病院から遠ざけ、一行は病院を脱出する。一行は菌により分解されつつある死体と、菌糸と無数の莢に覆われた塔とを見た後、移動式の実験室を見つける。莢が菌糸を放出すれば人類はおしまいだとコールドウェルは言う。クリームの効かない第二世代の子供のハングリーズのグループがキーランを殺すが、メラニーはリーダーを倒してヘレンとパークスを救う。
3人が実験室に戻ると、怪我が悪化し死にかけたコールドウェルが麻酔ガスで3人を眠らせる。コールドウェルはメラニーの脳と脊髄からワクチンを作ろうとするが、覚醒したメラニーは自分の命と引き換えに人類を救う意味を問い、逃げる。追うコールドウェルは第二世代の子供のハングリーズに殺される。メラニーは菌糸と莢に覆われた塔に火をつけて菌糸を世界中に放出させる。実験室に戻る途中でメラニーは放出された菌が舞う中それと知らずにメラニーを探しに来て既に菌に感染したパークスに遭遇。求めに応じて彼を射殺する。彼の最後の言葉でパークスがメラニーを憎んだのは、身重の妻が感染したからであるとわかる。菌糸がはびこる中、ヘレンは気密性の実験室内で感染を免れている。
エピローグで、基地にいたハイブリッドと第二世代のハングリーズがメラニーに監督されて実験室の前に座る。実験室から出られなくなったヘレンはマイクとスピーカーで彼らを教育する。

## キャスト
※括弧内は日本語吹替
- ヘレン・ジャスティノー - ジェマ・アータートン（甲斐田裕子）： ハイブリッドの教師
- エディ・パークス軍曹 - パディ・コンシダイン（三上哲）： 兵士たちの上官。
- キャロライン・コールドウェル博士 - グレン・クローズ（三沢明美）： ハイブリッド研究の責任者
- メラニー - セニア・ナニュア（佐倉綾音）： ハイブリッドの少女
- ジーン・セルカーク博士 - アナマリア・マリンカ
- キーラン・ギャラガー一等兵 - フィサヨ・アキナデ： 兵士。
- ディロン - アンソニー・ウェルシュ： 兵士。
- デヴァーニ - ドミニク・ティッパー（英語版）

## 製作
原作小説の執筆と並行して、ケアリーは自ら映画向けの脚色を行っていた。その脚本は2014年のブリット・リスト（映画化されていない秀逸な脚本の一覧）に掲載された。当初、映画のタイトルはShe Who Brings Giftsとなる予定であったが、後に原作小説と同じタイトルに変更された。2015年3月23日、主要キャストが発表された。
ケアリーは原作小説と映画版の相違について「我々は映画版では原作と少し異なった道を歩むことにした。特に語り手の視点は大きく異なるものになった。原作小説では、ある一つの出来事が5人のメインキャラクターの視点から語られた。こうすることで、読者は5人が何を思って行動していたのかを知ることができる。しかし、映画版ではメラニーの視点からのみ語ることにした。」「ただし、映画版の結末は原作小説に忠実なものになっている」と語っている。
製作費500万ドルの半分はBFI映画基金とクリエイティヴ・イングランドから調達した。後者が数百万ドル規模の出資に応じたのは、本作が初めてのことであった。
2015年5月17日、本作の主要撮影はウェスト・ミッドランズで始まり、7週間も続いた。撮影はバーミンガム中心部やキャノック・チェイス、ダドリー、ストーク＝オン＝トレントなどの都市でも行われた。荒廃したロンドンとして劇中で使用されている映像は、ウクライナのプリピャチ（1986年のチェルノブイリ原子力発電所事故で住民が全員退去した町）をドローンで空中撮影したものである。

## 評価
本作は批評家から高く評価されている。映画批評集積サイトのRotten Tomatoesには91件のレビューがあり、批評家支持率は85%、平均点は10点満点で7.2点となっている。サイト側による批評家の見解の要約は「『ディストピア パンドラの少女』は怖さを減ずることなく、観客を考え込ませるような問いに向き合っている。ゾンビ映画はやりつくされた感のあるジャンルであるが、本作によって、それは新鮮味を少し取り戻した。」となっている。また、Metacriticには20件のレビューがあり、加重平均値は67/100となっている。